# Unión Socialista de Fuerzas Populares
La Unión Socialista de Fuerzas Populares (USFP) (en árabe: الاتحاد الاشتراكي للقوات الشعبية Al-Ittiḥād Al-Ištirākīy Lilqawāt Al-Ša'abīyah, francés: Union socialiste des forces populaires) es un partido político socialdemócrata de Marruecos, integrado en la Internacional Socialista.
Se formó por un grupo disidente de la Unión Nacional de Fuerzas Populares, partido socialista en la oposición que se escindió en 1959 del Partido Istiqlal.
En las elecciones parlamentarias de 2002, la formación obtuvo 50 de los 325 escaños, convirtiéndose en el partido con mayor representación en el Parlamento de Marruecos. Durante el periodo de 2002 a 2007 formó gobierno en coalición con el Partido Istiqlal.
En las elecciones parlamentarias de 2007, redujo su representación, obteniendo 38 de los 325 escaños y pasó a ser el quinto partido del Parlamento. El USFP fue incluido dentro del gobierno formado por el primer ministro Abbas El Fassi el 15 de octubre de 2007.

## Resultados Electorales
| Año  | Número de Votos | %     | Escaños Cámara de Representantes | Posición en el Parlamento           |
| ---- | --------------- | ----- | -------------------------------- | ----------------------------------- |
| 1977 | 116,470         | 2.31  | 1/264                            | Oposición                           |
| 1984 | 550,291         | 12.39 | 35/301                           | Oposición                           |
| 1993 | 820,641         | 13.2  | 52/333                           | Oposición                           |
| 1997 | 884,061         | 13.9  | 57/325                           | Líder de Gobierno Abderramán Yusufi |
| 2002 | 718,725         | 15.38 | 50/325                           | Parte de Gobierno                   |
| 2007 | 408,945         | 8.9   | 38/325                           | Parte de Gobierno                   |
| 2011 | 408,108         | 8.6   | 39/395                           | Oposición                           |
| 2016 | 367,622         | 5.06  | 20/395                           | Parte de Gobierno                   |
| 2021 | 590,215         | 7.80  | 34/395                           | Parte de Gobierno                   |